# إرينا شفتشينكو
إرينا شفتشينكو (بالروسية: Шевченко, Ирина Владимировна)‏ هي منافسة ألعاب القوى روسية، ولدت في 2 سبتمبر 1975 في بيشكك في قيرغيزستان.

## وصلات خارجية
- إرينا شفتشينكو على موقع الاتحاد الدولي لألعاب القوى (الإنجليزية)
- إرينا شفتشينكو على موقع أوليمبيديا (الإنجليزية)